# Bezirksgericht Aichach
Das Bezirksgericht Aichach war ein Bezirksgericht im Königreich Bayern. Es existierte von 1857 bis 1879 und hatte seinen Sitz im heute schwäbischen Aichach.

## Geschichte
Mit Gesetz vom 1. Juli 1856 wurde das Justizwesen im rechtsrheinischen Bayern analog dem der Pfalz neu geordnet. Die bisherigen Kreis- und Stadtgerichte, so auch das Kreisgericht Aichach wurden aufgehoben und 34 neue Bezirksgerichte traten an ihre Stelle. Sie waren für die Städte, in denen sie ihren Sitz hatten, sowie für die in ihrem Sprengel befindlichen Standesherren Gerichte erster Instanz. Für alle anderen Angelegenheiten waren sie Gerichte der zweiten Instanz in Kriminal- und Zivilrechtssachen. Durch das Gerichtsverfassungsgesetz vom 10. November 1861 entfiel die erstinstanzliche Zuständigkeit für die Stadtbezirke ihres Sitzes und für die Standesherren. Sie waren nun zweite Instanz in allen Zivilsachen.
Das Bezirksgericht Aichach umfasste ab 1. Oktober 1857
- die Landgerichte Aichach, Friedberg, Ingolstadt, Pfaffenhofen, Rain und Schrobenhausen.

Ab 1. Juli 1862 wurde der Bezirk des Gerichts auf das Stadt- und Landgericht Ingolstadt und die Landgerichte Aichach, Friedberg, Rain und Schrobenhausen eingeschränkt; das Landgericht Pfaffenhofen trat zum neugebildeten Bezirksgericht Freising. Mit dem Inkrafttreten des deutschen Gerichtsverfassungsgesetzes wurde 1879 das Bezirksgericht Aichach wie alle anderen bayerischen Bezirksgerichte aufgelöst.